# Темпч
Темпч (пол. Tępcz) — село в Польщі, у гміні Люзіно Вейгеровського повіту Поморського воєводства.
Населення — 295 осіб (2011).
У 1975-1998 роках село належало до Гданського воєводства.

## Демографія
Демографічна структура станом на 31 березня 2011 року:
|          | Загалом | Допрацездатний вік | Працездатний вік | Постпрацездатний вік |
| -------- | ------- | ------------------ | ---------------- | -------------------- |
| Чоловіки | 153     | 38                 | 106              | 9                    |
| Жінки    | 142     | 43                 | 77               | 22                   |
| Разом    | 295     | 81                 | 183              | 31                   |